# Селіванов Андрій Миколайович

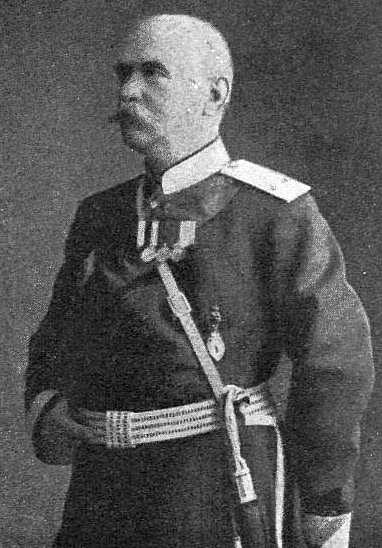
А. М. Селіванов.

Андрій Миколайович Селіванов (5 серпня 1847 — 15 липня 1917) — російський генерал.

## Біографія
В 1866 закінчив Михайлівське артилерійське училище. Служив у 14-й артилерійській бригаді. В 1867 вийшов у відставку. В 1870 знову вступив на службу в польову пішу артилерію. Учасник російсько-турецької війни 1877—1878. В 1878 закінчив Миколаївську Академію Генерального штабу. З 1878 року старший ад'ютант штабу 12-ї кавалерійської дивізії. З 20 листопада 1881 до 25 листопада 1882 командував батальйоном 131-го піхотного Тираспольського полку. 
З 1880 перебував для особливих доручень при штабі 12-го армійського корпусу, з 1884 перебував для доручень при штабі Київського військового округу, потім перебував при Головному штабі в числі штатних штаб-офіцерів Генштабу. З 1887 діловод канцелярії Мобілізаційного комітету Головного штабу, з 1889 начальник штабу 8-ї кавалерійської дивізії. В 1893- 1895 командир 111-го Донського піхотного полку. З 30 червня 1895 генерал-квартирмейстер штабу Віленського військового округу. З 10 березня 1899 — начальник штабу Приамурського військового округу. Учасник китайської кампанії 1900—1901. Начальник 16-ї піхотної (з 4 липня 1901), 13-ї піхотної (з 24 грудня 1903) і 37-ї піхотної (з 23 жовтня 1904) дивізій. 
Учасник російсько-японської війни 1904—1905. За бойові відзнаки нагороджений золотою зброєю і орденом св. Георгія 4-го ступеня. З 18 серпня 1905 командир 2-го зведеного стрілецького корпусу. З 25 квітня 1906 до 21 липня 1910 Іркутський генерал-губернатор, командувач військами Іркутського військового округу і військовий наказний отаман Забайкальського козацького війська. Генерал від інфантерії (6 грудня 1907). З 21 липня 1910 член Державної ради.
21 жовтня 1914 призначений командувачем Облоговою армією (в жовтні 1914 перетворена в 11-ту армію), на яку покладено облога фортеці Перемишль. За успішне взяття фортеці нагороджений орденом Святого Георгія 3-го ступеня (ВП 09.03.1915). Після падіння Перемишля Облогова армія була розформована, а на Південно-Західному фронті створена польова 11-та армія. Її командування планувалося доручити Селіванову, однак через хворобу він був змушений 5 квітня 1915 залишити посаду командувача армією, залишившись тільки членом Державної ради.